# Ugrino Csák di Caloccia
Ugrino Csák (in ungherese Csák nembeli Ugrin; 1190 circa – Muhi, 11 aprile 1241) è stato un arcivescovo cattolico ungherese e comandante militare attivo nella prima metà del XIII secolo che ricoprì il ruolo di arcivescovo di Caloccia dal 1219 fino alla sua morte, avvenuta nell'ambito della battaglia di Mohi l'11 aprile 1241.
Fu inoltre cancelliere presso la corte del re d'Ungheria dal 1217 al 1219 e dal 1230 al 1235.

## Biografia

### Origini e legami familiari
(Ruggero di Puglia, Epistula super destructione regni Hungariae per Tartaros)
Ugrino (I) (noto anche come Ugolino) discendeva dal ramo Újlak della famiglia dei Csák ed era il figlio dell'ispán Bás (I). I suoi fratelli erano Bás (II) e Pós (o Pous), che fu mastro tesoriere e bano di Severin nel 1235, oltre a venire considerato un influente consigliere del duca di Transilvania, Béla (il futuro Béla IV d'Ungheria). La famiglia Csák risultava tra le stirpi più antiche e potenti dell'Ungheria. Secondo la Gesta Hunnorum et Hungarorum ("Gesù degli Unni e degli Ungheresi"), il progenitore della stirpe era Szabolcs, figlio del comandante Előd, uno dei sette capitribù magiari che condussero la conquista ungherese del bacino dei Carpazi alla fine del IX secolo.
Avviato alla carriera ecclesiastica, Ugrino cominciò ad acquisire grande fama in virtù delle sue origini. Il suo nipote omonimo, noto come Ugrino II Csák e probabilmente figlio di Bás II, studiò all'Università di Parigi, dove trascorse dodici anni e i suoi studi di teologia furono finanziati finanziariamente da suo zio Ugrino. Successivamente, questo Ugrino (II) ricoprì il ruolo di arcivescovo di Spalato dal 1244 al 1248. Un altro nipote omonimo, figlio di Pós, visse fino al 1311. Quest'ultimo e i suoi figli minori, così come il loro cugino Csák (un altro figlio di Bás II), furono coinvolti in una controversia con la chiesa di San Michele nel comitato di Vas. In quella circostanza, i bambini furono rappresentati da Demetrio I Csák del ramo Ugod della famiglia e dal loro zio, l'arcivescovo Ugrino. Entro la fine del XIII secolo, Ugrino III divenne uno degli oligarchi più potenti d'Ungheria.

### Cancelliere
Ugrino viene menzionato per la prima volta nei documenti medievali nel 1217, quando fu nominato cancelliere della corte reale di Andrea II. Con Ugrino, la struttura dei diplomi reali subì un cambiamento significativo, poiché essi vennero dotati di sezioni dedicate alla promulgatio e alla corroboratio, mentre la sezione arenga si concentrava sulle politiche riformiste promulgate, legato alle cosiddette "nuove istituzioni". Si trattò della riforma della cancelleria più significativa mai compiuta sin dai tempi del regno di Béla III d'Ungheria. Il suo ruolo come cancelliere reale appariva inedito, poiché solitamente riservato a chi al contempo rivestiva delle cariche ecclesiastiche di grande rilevanza (stallum).
In qualità di cancelliere reale, Ugrino partecipò alla quinta crociata, dove accompagnò Andrea II in Terra Santa nella seconda metà del 1217. Mentre percorrevano il viaggio e sostarono a Zagabria, il vescovo locale Stefano e il capitolo della cattedrale chiesero ad Andrea di confermare i loro privilegi. Su ordine del re, Ugrino lesse e trascrisse le precedenti lettere di donazione reale e il monarca le confermò in seguito. Il grosso del contingente ungherese, tra cui Ugrino, fece ritorno in patria all'inizio del 1218. Ugrino ricoprì la carica di cancelliere fino al 1219, quando fu nominato arcivescovo di Caloccia. Gli succedette Cletus Bél, il quale continuò la sua riforma della cancelleria.
Più di un decennio dopo, Ugrino fu nominato cancelliere per la seconda volta nel 1230 e preservò la carica fino alla morte di Andrea II, avvenuta nel 1235. La sua attività portò al ritorno di forme di corroboratio nelle carte reali.

### Arcivescovo di Caloccia

#### Affari ecclesiastici
Ugrino Csák fu eletto arcivescovo di Caloccia all'inizio del 1219, succedendo a Bertoldo, che era stato trasferito al patriarcato di Aquileia l'anno precedente. Successivamente, i capitoli congiunti delle cattedrali di Caloccia e di Bács (la moderna Bač, in Serbia) sollecitarono il prevosto di Hájszentlőrinc e l'arcidiacono di Bodrog, i quali si trovavano presso la curia romana, a chiedere a papa Onorio III di confermare l'elezione di Ugrino. Il papa, tuttavia, inizialmente si rifiutò di farlo, suggerendo un'ulteriore considerazione dei canoni nella sua lettera di risposta datata marzo 1219. Il pontefice espresse altresì il suo desiderio di incontrare di persona l'arcivescovo eletto. Tre mesi dopo, nel giugno 1219, Onorio confermò la sua elezione e gli permise di indossare il suo pallio. I teologi Augustin Theiner e József Udvardy hanno sostenuto che Ugrino stesso e alcuni dei canonici visitarono la Santa Sede, dove l'arcivescovo eletto fece una buona impressione sul papa, che poi confermò la sua elezione e lo consacrò personalmente vescovo.
Si trattò dell'ultimo arcivescovo di Caloccia a contestare la supremazia dell'arcidiocesi di Strigonio, essendosi opposto contro il rappresentante locale Giovanni e riferendo le sue rimostranze alla Chiesa mentre veniva confermato e consacrato. Tale situazione finì per indispettire papa Onorio e lo portò a rimproverare Giovanni, poiché presto questi iniziò indebitamente a esercitare la giurisdizione sulle chiese reali nell'arcidiocesi di Caloccia, in violazione del privilegio del neoeletto Ugrino Csák. Onorio sottolineò nel suo rescritto che «un arcivescovo non può avere potere su un suo pari [arcivescovo]». Ciò fece sì che Ugrino venisse autorizzato a supervisionare le chiese reali situate nella sua arcidiocesi e a riscuotere le decime dalle loro entrate. Nonostante la decisione favorevole del pontefice, Ugrino e i suoi successori non riuscirono a farla rispettare; i sovrani ungheresi impedirono persino ai papi di esercitare influenza sul funzionamento e sulle entrate delle chiese legate alla corona. Il rafforzamento degli aristocratici più potenti appianò presto i conflitti gerarchici interni della Chiesa nei decenni successivi, e Ugrino non cercò più di aumentare l'influenza della sua arcidiocesi a scapito di Strigonio.
È possibile che Ugrino fosse presente in Inghilterra il 7 luglio 1220, quando i resti di Tommaso Becket furono traslati dalla sua prima tomba a un santuario, nella cappella della Trinità recentemente completata. All'evento parteciparono il re Enrico III, il legato papale Pandolfo Verraccio, l'arcivescovo di Canterbury Stefano Langton e un gran numero di dignitari, discendenti di influenti famiglie aristocratiche ed ecclesiastici provenienti da tutta Europa. Insieme a Langton e a Guglielmo di Joinville, arcivescovo di Reims, Gualtiero di Coventry cita un arcivescovo ungherese senza indicarne l'identità tra gli ospiti nel suo Memoriale. László Solymosi ha sostenuto che questo arcivescovo potrebbe essere stato Giovanni, nella cui sede a Strigonio vi era una prepositura eretta in onore di Tommaso Becket. Sulla base del fatto che Giovanni fosse in età avanzata, lo storico Gábor Thoroczkay ha dedotto che Gualtiero stesse sicuramente riferendosi a Ugrino Csák di Caloccia, il quale era molto più giovane rispetto al suo conterraneo. Intorno al 1220 o 1221, Ugrino, insieme ad altri nobili e prelati, ad esempio Nicola Szák e il vescovo Roberto di Vesprimia, si impegnarono a tornare in Terra Santa e a combattere contro il Sultanato ayyubide. Papa Onorio incoraggiò i preparativi, benché nella sostanza non fu allestito nessun nuovo contingente magiaro per prendere parte alla quinta crociata. Onorio ordinò a Ugrino di proteggere la famiglia e le ricchezze di Nicola Szák, che era tornato in Terra Santa, per conto della Santa Sede nel dicembre 1223. Dopo che Federico II di Svevia e papa Onorio conclusero una pace, ai sensi della quale l'imperatore prometteva di partire per la crociata entro il 15 agosto 1227, il papa inviò una lettera a Ugrino nel gennaio 1226, in cui lo invitò a bandire una campagna e a iniziare a reclutare dei combattenti nella sua terra.
Ugrino fu poi coinvolto in alcuni affari ecclesiastici nei primi anni in veste di arcivescovo. Nel 1222 contestò l'elezione di Rinaldo di Belleville come vescovo di Transilvania a causa della semi-cecità del neo-nominato, ma Onorio ritenne queste motivazioni insensate. Ugrino giudicò varie cause ecclesiastiche, tra cui una controversa che coinvolse l'abbazia di Pannonhalma e Roberto di Vesprimia. Fu poi arbitro di una contesa che riguardò Stefano II, vescovo di Zagabria, e i Cavalieri Templari sulla terra di Rassecha nel 1230. Con la guida di Ugrino, i prelati ungheresi convocarono nella prima metà del 1223 e convinsero Andrea II a perdonare suo figlio, il duca Béla, e a ritirare l'ordine che aveva costretto suo figlio a separarsi dalla moglie Maria Lascaris di Nicea l'anno precedente. Ugrino ne approfittò per inviare altresì una lettera al papa, allo scopo di informarlo degli sviluppi di quella complicata vicenda. Béla fefe ritorno in Ungheria soltanto quando, grazie alla mediazione del papa, poté venirvi insieme alla moglie nella primavera del 1224. Il santo padre autorizzò Ugrino e i suoi suffraganei a supervisionare le «dannose» concessioni di terre della corona eseguite da re Andrea II nella sua provincia ecclesiastica nell'agosto del 1225 (lo aveva già sollecitato a questo scopo in precedenza, nel 1220). Quando la maggioranza del capitolo della cattedrale di Várad (l'odierna Oradea, in Romania) acclamò Benedetto Osl come vescovo di Gran Varadino nel maggio del 1231, il suo superiore Ugrino Csák confermò la sua elezione e lo consacrò poco dopo. Tuttavia, papa Gregorio IX contestò l'elezione di Benedetto e sostenne la candidatura del suo suddiacono, Primogenito, con il risultato che conflitto si perpetuò negli anni successivi.
Nel 1232 Ugrino fondò l'abbazia cistercense di Gotó (o «Honesta Vallis») nel comitato di Pozsega, dedicandola alla Vergine Maria e i primi monaci arrivarono dall'abbazia di Zirc. Nel maggio del 1234, Ugrino incaricò due conversi (monaci originariamente laici) di amministrare l'ospedale e l'ospizio vicino a Bács, fondati anche dall'arcivescovo stesso. Nel dicembre 1233, Ugrino congiunse le entrate del capitolo di Hájszentlőrinc, fondato dalla regina Agnese di Châtillon, all'arcidiaconato di Bodrog, considerando che le fonti di reddito del primo stavano calando e ciò rendeva opportuno accorpare la prepositura alla struttura organizzativa dell'arcidiocesi. Gregorio IX avallò in seguito la decisione di Ugrino nel maggio 1234. Durante la sua lunga parentesi quale arcivescovo, Ugrino avviò e supervisionò i lavori di ricostruzione della cattedrale di Caloccia in stile romanico (la cosiddetta "seconda cattedrale"), sul modello di Notre Dame d'Avesnières a Laval, come ha suggerito lo storico dell'arte Imre Henszlmann (al contrario, l'architetto Ernő Foerk ha ipotizzato che la ricostruzione avvenne molto prima, ovvero tra il 1150 e il 1160).
Un numero significativo di comunità musulmane (Böszörmény) viveva nel territorio dell'arcivescovado di Caloccia. Nel 1225 papa Onorio accusò Ugrino di tollerare la violazione del divieto di impiego di ebrei e musulmani nell'amministrazione reale nella sua arcidiocesi. Stando alle osservazioni del papa, Ugrino ignorava il fatto che molti musulmani possedevano schiavi cristiani e coltivavano relazioni familiari e commerciali dal mondo musulmano. Durante la conclusione del cosiddetto giuramento di Bereg (agosto 1233), il legato pontificio Jacopo da Pecorara ordinò a Ugrino e ad altri quattro prelati magiari, le cui diocesi erano abitate da un numero significativo di comunità musulmane o ebraiche, di allontanare quelle persone dagli insediamenti cristiani e di assicurare la permanenza della segregazione di anno in anno. Su richiesta di Andrea, papa Gregorio IX permise che l'indagine sull'allontanamento dei non cristiani avesse luogo una volta ogni due anni dopo il 1235.

#### Crociata bosniaca
L'attività arcivescovile di Ugrino si estese notevolmente al caso dei cristiani dichiarati eretici nel banato di Bosnia. Già all'inizio del XIII secolo, gli ungheresi si rivolsero a Roma, lamentandosi con papa Innocenzo III che la Chiesa bosniaca stesse abbracciando ideali pericolosi e vicini all'eresia, probabilmente in quanto era stato in passato concesso asilo a elementi catari, bogomilisti e patarini. Così, oltre a occuparsi dei pirati di Almissa che attaccavano i crociati e i pellegrini diretti in Terra Santa, il legato papale Aconzio di Viterbo informò della crescente influenza degli eretici sulla Bosnia nel 1221. Temendo una rapida proliferazione delle eresie, papa Onorio lanciò una crociata contro la Chiesa bosniaca nel dicembre 1221. Anziché re Andrea, fu Ugrino Csák a venire nominato capo della crociata. Il re ungherese pose le province di Bosnia, Ozora (Usora) e Só (Soli) sotto la sovranità dell'arcidiocesi di Caloccia per sostenere gli sforzi di Ugrino contro gli eretici. Secondo due lettere papali del maggio 1225, Ugrino ottenne un successo significativo nella lotta contro gli eretici e il papa confermò le donazioni di Andrea in quei documenti. Secondo gli storici Dominik Mandić e Ivan Majnarić, Aconzio e Ugrino radunarono un grande esercito crociato e attaccarono la Bosnia, le cui difese si rivelarono del tutto impreparate a sostenere una guerra e le cui perdite si dimostrarono ingenti tra il 1221 e il 1222. I crociati riuscirono a conquistare gran parte del paese e migliaia di infedeli furono deportati nell'Ungheria meridionale. Tuttavia non vi è alcuna fonte di una guerra su larga scala realmente avvenuta tra il 1221 e il 1225, e anche il ruolo di Aconzio in Bosnia è ipotetico.
In vista della guerra contro gli eretici, Ugrino consegnò una paga di 200 marchi d'argento a Giovanni Angelo di Sirmio, nipote di Andrea II, allo scopo di invadere la Bosnia per conto del monarca ungherese. Sebbene Giovanni avesse ricevuto i finanziamenti economici necessari, non agì mai contro i bogomilisti, svincolandosi dall'obbligo che papa Onorio III gli aveva peraltro pure ricordato nel 1227. Ugrino intendeva stabilire un accampamento militare permanente lungo il confine meridionale per lanciare incursioni in Bosnia. Di conseguenza, acquistò la fortezza reale di Požega da Andrea II e dal duca Béla in cambio della signoria ereditata di Érdsomlyó, nel comitato di Krassó (oggi Vršac, in Serbia) qualche tempo prima del 1227. Su richiesta di Ugrino e del capitolo della cattedrale, papa Onorio confermò l'annessione del castello all'arcidiocesi di Caloccia nel gennaio del 1227. Da Požega, Ugrino spesso scagliò degli attacchi contro gli eretici, stabilendo piccoli forti e avamposti lungo il fiume Sava. Che si trattasse di un attacco su larga scala condotto nell'ambito di una vera e propria crociata avvenuta dopo il 1225 sotto la guida di Ugrino resta del tutto ignoto.
Prima del 1229, Ugrino Csák chiese il permesso di stabilire una diocesi cattolica a Sirmio per facilitare la conversazione degli eretici bosniaci. È possibile che questo sforzo sia stato ispirato dai successi del suo rivale arcivescovo Roberto riguardo alla conversione dei cumani lungo il confine orientale dell'Ungheria. Complice un rapporto compilato da Rainaldo di Belleville e Desiderio, vescovo di Csanád, Gregorio IX approvò l'istituzione della diocesi di Sirmia nel gennaio 1229. Il papa affidò al suo cappellano Egidio (o Giles) la consacrazione del nuovo vescovado e disegnò le chiese di rito greco precedentemente istituite nel territorio sotto la sua sovranità. Ugrino scelse il monastero abbandonato di Kő (noto anche come Bánmonostor, oggi Banoštor, in Serbia) - fondato da Beloš Vukanović nel XII secolo, dove allora nessun ordine di monaci poteva sopravvivere a lungo - come sede episcopale della diocesi appena fondata. La tenuta forniva un reddito annuo di 300 marchi al vescovado, mentre Ugrino intendeva anche consegnare 30 marchi dalle sue entrate. Ugrino cercò di espandere il territorio della diocesi oltre il fiume Sava, nella Sirmia meridionale (la futura Mačva o Macsó). Innocenzo, il primo vescovo di Sirmio, appare per la prima volta nei documenti medievali nel 1232. In quell'anno, papa Gregorio incaricò Ugrino di risolvere il conflitto di giurisdizione tra Innocenzo e l'arcidiacono locale di Sirmia (un membro del capitolo della cattedrale di Bács).

#### Ultimi anni
(Ruggero di Puglia,  Carmen miserabile super destructione regni Hungariae per Tartaros)
Béla IV ascese al trono ungherese nel 1235 e, nel giro di breve tempo, Ugrino Csák fu rimpiazzato come cancelliere da Mattia Rátót. Dopo che l'imperatore di Bulgaria, Ivan Asen II e l'imperatore di Nicea, Giovanni III Vatatze, conclusero un'alleanza contro l'impero latino e il rango di patriarca fu concesso al capo della Chiesa bulgara a dimostranza della sua autocefalia, papa Gregorio IX spedì una missiva agli arcivescovi ungheresi Roberto e Ugrino Csák nel maggio 1236 per esortarli ad avvertire Ivan Asen di astenersi dalla scomunica di Giovanni Vatatze e dalla «persecuzione dei latini [cioè dei cattolici]». Dopo l'ascesa di Béla, diversi sostenitori del defunto Andrea II furono condannati per «alto tradimento». Il monarca protestò vibratamente nella sua lettera destinata a papa Gregorio, affermando che alcuni di essi (incluso il già citato Nicola Szák) avevano usurpato gran parte delle entrate della corona e le avevano depositate presso le chiese locali. Nell'agosto del 1236, il papa ordinò a Ugrino di recuperare quei beni nel territorio della sua arcidiocesi avvisando o minacciando i superiori di quelle chiese. Quando Baldovino II di Costantinopoli viaggiò in Europa occidentale nel 1236 alla ricerca di denaro e soldati per recuperare il territorio perduto del suo regno, Gregorio impose a Ugrino di collaborare con il suo emissario Salvio Salvi, vescovo di Perugia, affinché fosse organizzata la raccolta di aiuti finanziari in Ungheria.
Dopo il 1230, la faccenda degli eretici in Bosnia fu presa a cuore dal duca Colomanno, fratello minore di re Béla. Il duca bandì una crociata su richiesta del papa nel 1235, ma i combattenti riuscirono a conquistare soltanto delle aree periferiche della Bosnia. Nel dicembre 1238, papa Gregorio affidò a Ugrino e ad altri prelati ungheresi il compito di sostenere Ponsa, il vescovo cattolico filo-ungherese locale, e la sua attività in Bosnia. Quando il duca Colomanno si convinse ad accorpare l'arcidiocesi di Spalato con la diocesi di Zagabria, il che avrebbe sottratto quest'ultima diocesi all'amministrazione dell'organizzazione ecclesiastica ungherese, papa Gregorio gli ricordò nel giugno 1240 che le due diocesi non potevano essere unite senza il consenso di Ugrino Csák di Caloccia, superiore del vescovo di Zagabria, e dei capitoli delle loro sedi. Ugrino fu incaricato di consegnare il pallio a Mattia Rátót, il neoeletto arcivescovo di Strigonio nel marzo 1240. Gregorio convocò poi un concilio a Roma per ricevere informazioni relative agli sviluppi della scomunica annunciata ai danni dell'imperatore Federico II all'inizio del 1241. Anche i prelati ungheresi furono invitati al concilio. Ugrino aveva già organizzato il viaggio nella Repubblica di Venezia per sé e i suoi suffraganei, quando re Béla IV poiché aveva appreso notizie preoccupanti oltre il confine orientale del regno.

#### Invasione mongola e morte
(Ruggero di Puglia, Carmen miserabile super destructione regni Hungariae per Tartaros)
(Tommaso Arcidiacono, Historia Salonitana)
I mongoli si radunarono nelle terre al confine tra Ungheria e Polonia sotto il comando di Batu Khan nel dicembre del 1240. Chiesero la sottomissione di re Béla al loro gran khan Ögödei, ma Béla si rifiutò di cedere e fece fortificare i passi di montagna. L'esercito reale, comprese le truppe di Ugrino Csák, iniziò a radunarsi a Pest. I mongoli, con l'assistenza dei Ruteni sottomessi, sfondarono le barricate erette nel passo Verec'kyj, oggi in Ucraina, il 12 marzo 1241, sconfiggendo l'esercito del palatino Dionigi Tomaj. Ugrino divenne uno dei principali organizzatori della difesa interna da allora in poi. Un'unità mongola sotto la guida di Shibani, fratello minore di Batu, arrivò nell'area di Pest entro il 15 marzo 1241, incominciando a saccheggiare l'area circostante (incluso il sacco di Vác), ma il re proibì ai suoi soldati di inseguire gli ostili. Nonostante ciò, Ugrino disobbedì agli ordini del monarca forse sentendosi «piuttosto esperto e rispettabile», e radunò i suoi cavalieri per lanciare un contrattacco ai danni delle truppe mongole intenti a razziare la zona. Il 17 marzo 1241, l'esercito dell'arcivescovo rimase impantanato nelle paludi circostanti durante l'inseguimento; la cavalleria leggera mongola circondò le unità cristiane con armatura pesante e le massacrò con una pioggia di frecce. Ugrino riuscì a malapena a scampare seguito da pochi soldati.

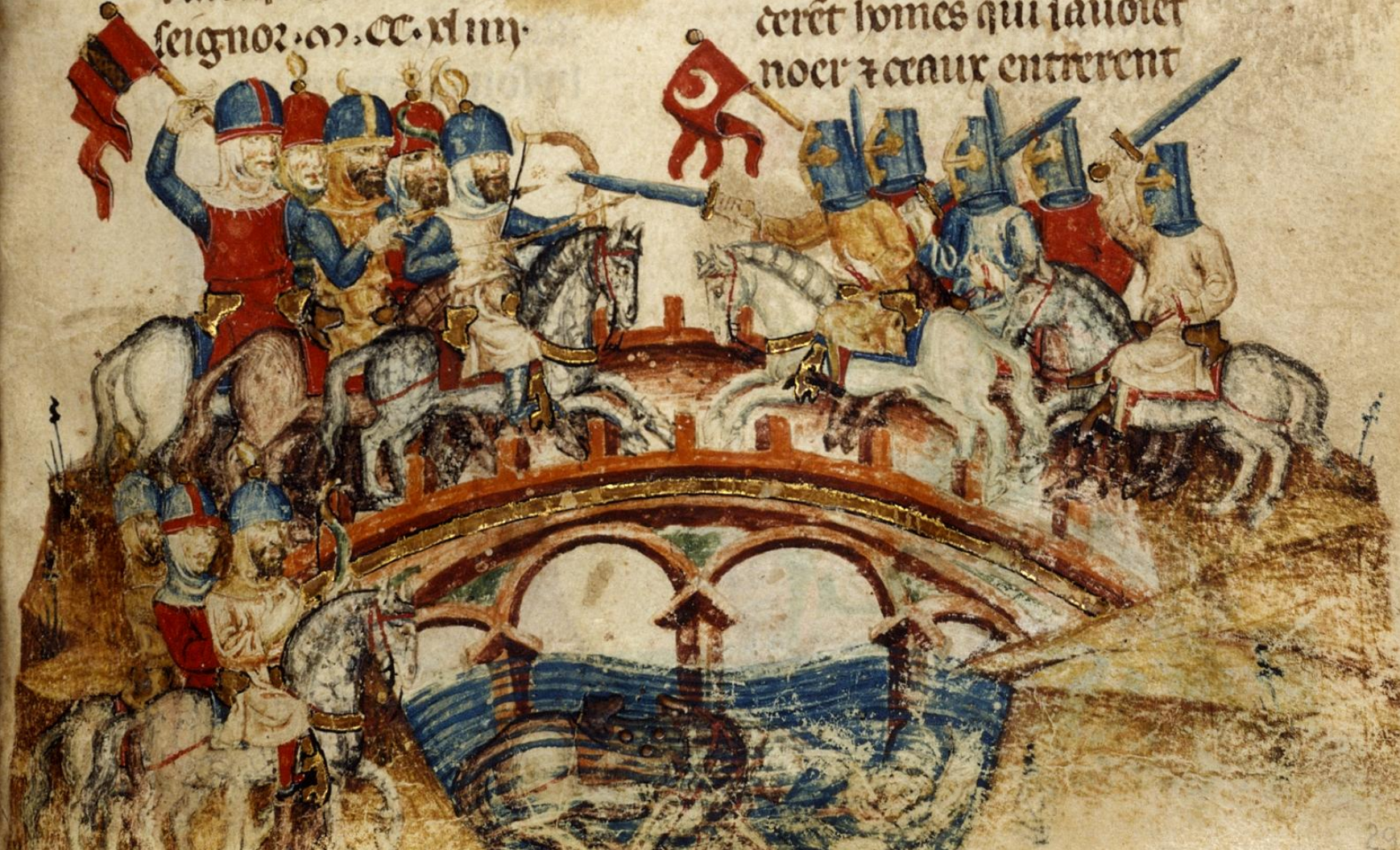
La battaglia di Mohi, dove Ugrino Csák fu ucciso

L'esercito ungherese raggiunse il fiume Sajó nei giorni successivi, all'epoca in piena. Il cauto re ordinò la costruzione di un accampamento di carri pesantemente fortificato, una contromisura collaudata in battaglia contro gli eserciti nomadi. Ruggero di Puglia sottolineò nel suo Carmen miserabile che Ugrino esortò il sovrano a marciare in forze contro i mongoli, perché «stavano bruciando giorno e notte gli insediamenti a macchia d'olio». Secondo Tommaso Arcidiacono, uno schiavo ruteno dei mongoli scappò dagli ungheresi il 10 aprile e li avvertì che i mongoli intendevano compiere un attacco notturno attraverso il ponte sul Sajó. Il duca Colomanno, Ugrino Csák e Rembaldo di Voczon, il maestro dei Cavalieri Templari in Ungheria e Slavonia, radunarono i loro eserciti e marciarono verso il ponte, arrivando lì a mezzanotte. Attaccarono un'avanguardia dell'esercito avversario, che aveva iniziato ad attraversare il ponte in quel punto. Il rapido assalto si rivelò un successo clamoroso, poiché la maggior parte dei nemici fu uccisa o annegata nel fiume. Colomanno e Ugrino tornarono all'accampamento reale, lasciando circa 1 000 guardie al ponte, ignari che il principale esercito mongolo si trovasse nelle vicinanze. Arrivati all'accampamento, celebrarono la loro vittoria. Tuttavia, sia Colomanno che Ugrino trascorsero la notte con l'armatura indosso, preparandosi per un possibile attacco. Secondo lo storico János B. Szabó, il cronista Tommaso Arcidiacono enfatizzò arbitrariamente il coraggio del duca Colomanno e di Ugrino elevandole il ruolo in battaglia, quando invece l'unica considerazione realistica che si potrebbe muovere riguarda la loro intenzione di scongiurare uno scontro su vasta scala con i mongoli. L'inaspettata vittoria ungherese costrinse Batu e i generali mongoli a modificare i loro piani. Shibani fu spedito a nord verso un guado con una forza minore per attraversare il fiume e attaccare la retroguardia della guardia del ponte. Quando i magiari in fuga arrivarono all'accampamento, svegliarono gli altri. Colomanno, Ugrino e Rembaldo, come narra Tommaso Arcidiacono, lasciarono di nuovo l'accampamento per occuparsi degli aggressori. Altri rimasero lì, credendo che anche in questo caso si fosse di fronte a un piccolo attacco e che Colomanno sarebbe di nuovo prevalso. Soltanto quando intravidero il gran numero di orde mongole in arrivo fu per Colomanno e Ugrino possibile rendersi conto del fatto che si stessero trovando dinanzi all'esercito nemico principale. Dopo alcuni duri combattimenti, tornarono all'accampamento con la speranza di mobilitare l'intero esercito. Rimasero però profondamente delusi, poiché Béla IV non aveva nemmeno impartito ordini di prepararsi alla battaglia. L'arcivescovo Ugrino rimproverò pubblicamente il re per i suoi errori e il grosso dell'esercito mongolo attraversò il ponte al mattino, spianando la strada a un feroce scontro. L'esercito ungherese fu praticamente annientato nella battaglia di Mohi sul fiume Sajó l'11 aprile 1241. Un gran numero di nobili e prelati persero la vita in quella circostanza, tra cui i due arcivescovi, Ugrino Csák e Mattia Rátót.